# Фудзівара но Мотоцуне
Фудзівара но Мотоцуне (*藤原 基経, 836 — 25 лютого 891) — регент (сешшьо) Японії у 876—884 роках, кампаку в 887—890 роках. Відомий як «Хорікава-дайцзін». Закріпив фактичне керування роду Фудзівара в імперії.

## Життєпис
Походив з аристократичного роду Фудзівара. Син Фудзівара но Нагара, середнього державного радника, та Фудзівара но Отохару. Народився у 836 році.
У 852 році призначається на першу свою посаду — куродо-дороко (імператорський постільничий) та отримує молодший 6 ранг. У 854 році отримує посаду Правого хранителя, а 855 року — Лівого хранителя. У 856 році помер його батько.
У 857 році здобуває старший 5 ранг. У 858 році стає Правим начальником Внутрішньої імператорської гвардії. Того ж року увійшов до імператорського секретаріату. У 864 році Мотоцуне було надано старший 4 ранг. Продовжив політику Фудзівара но Йошіфуса щодо укладання шлюбів Фудзівара з імператорською династією.
У 864 році призначено імператорським радником. У 866 році стає вже середним державним радником. У 870 році призначено старшим державним радником. Його всиновлено стрийком і регентом Фудзівара но Йошіфусою. Тоді ж одружився з онукою імператора Німмьо.
У 872 році призначено Правим міністром. У 874 році одружився з онукою імператора Саґа, чим ще більш зміцнив свій вплив у державі. У 876 році стає регентом при імператорові Йодзеї, якого посадив на трон, змусивши імператора Сейву зректися влади. Зберігав посаді і фактичну владу до 884 року. У 880 році стає великим державним міністром.
У 884 році змістив імператора Йодзея, замість якого володарем поставили 54-річного Коко. Від останнього отримав посаду кампаку (радника-канцлера), ставши першим, хто обійняв цю посаду. Завдяки цьому Фудзівара но Мотоцуне зберіг свій політичний вплив, керував за молодого імператора Уда (з 887 року), незважаючи на спроби останнього самостійно керувати. Особливо це відбилося в інциденті з ако.
У 890 році пішов з усіх посад. Помер Мотоцуне у 891 році. Після цього завдяки діяльності Суґавара но Мітідзане рід Фудзівара було на 10 років відсторонено від влади.

## Родина
1. Дружина — Соші, донька принца Санеясу.
Діти:
- Фудзівара но Токіхіра (871—909), Лівий міністр
- Фудзівара но Накахіра (875—945)
- Фудзівара но Тадахіра (880—949), сешшньо і кампаку
- Фудзівара но Райші (Йоріка), дружина імператора Сейва
- Фудзівара но Байші (Казуко), дружина імператора Сейва
- Фудзівара но Онші (Ацуко), дружина імператора Уда
- Фудзівара но Онші (Шізуко), дружина імператора Дайґо

2. Дружина — донька принца Тадара.
Діти:
- Канехіра (875—935)

3. Невідомі дружини й наложниці.
Діти:
- Каміко, дружина імператора Коко
- Йошіхіра
- Шіґеко, дружина Мінамото но Йошіарі
- донька, дружина принца Садамото